# Katarzyna Płoneczka-Janeczko
Katarzyna Płoneczka-Janeczko – polska lekarka weterynarii, doktor habilitowany nauk weterynaryjnych, profesor na Uniwersytecie Przyrodniczym we Wrocławiu, specjalistka epizootiologii.

## Kariera naukowa
W 1999 roku na Akademii Rolniczej we Wrocławiu uzyskała tytuł lekarza weterynarii. W 2004 roku na Wydziale Medycyny Weterynaryjnej tej samej uczelni uzyskała stopień doktora nauk weterynaryjnych na podstawie rozprawy pt. Badania epizootiologiczne nad występowaniem erlichiozy psów na terenie Polski, której promotorem był Michał Mazurkiewicz. W tym samym roku została zatrudniona na tejże uczelni, a w 2016 roku uzyskała na niej stopień doktora habilitowanego nauk weterynaryjnych na podstawie pracy pt. Badania nad mikroflorą worka spojówkowego kotów w kontekście diagnostyki przewlekłych zapaleń spojówek.